# Coupe de France 1962/63
Der Wettbewerb um die Coupe de France in der Saison 1962/63 war die 46. Ausspielung des französischen Fußballpokals für Männermannschaften. In diesem Jahr meldeten 1.209 Vereine.
Nach Abschluss der von den regionalen Untergliederungen des Landesverbands FFF organisierten Qualifikationsrunden griffen im Zweiunddreißigstelfinale auch die Erstligisten in den Wettbewerb ein. Titelverteidiger war die gleichzeitig mit ihrem Pokalsieg allerdings in die zweite Division abgestiegene AS Saint-Étienne, die in diesem Jahr auch bereits in der Runde der letzten 64 Teams scheiterte. Gewinner des Wettbewerbs wurde die AS Monaco. Für Monaco war es nach 1960 der zweite Gewinn dieser Trophäe und, nachdem die Mannschaft auch die Meisterschaft der Division 1 gewonnen hatte, der erste Doublé ihrer Vereinsgeschichte. Endspielgegner Olympique Lyon zwang die Monegassen zwar in ein Wiederholungsspiel, musste jedoch noch ein Jahr warten, bis ihm sein erster Pokalsieg gelang.
Erfolgreichster Amateurverein war die drittklassige AS Brest, die es bis unter die besten acht Teams brachte. In dieser Runde unterlag sie Sporting Toulon, der danach als einziger Zweitdivisionär im Halbfinale stand.
Die Pokalpaarungen wurden im Zweiunddreißigstelfinale anhand einer groben regionalen Vierteilung des großflächigen Landes, ab dann für jede Runde frei ausgelost und fanden grundsätzlich auf neutralem Platz statt; die Einnahmen wurden geteilt. Endete eine Begegnung nach Verlängerung unentschieden, wurden solange Wiederholungsspiele ausgetragen, bis ein Sieger feststand.

## Zweiunddreißigstelfinale
Spiele am 20. und 24., Wiederholungsspiele am 27. und 31. Januar 1963. Die jeweilige Spielklassenzugehörigkeit wird mit D1 bzw. D2 für die beiden Profiligen, CFA für die landesweite sowie DH („Division d’Honneur“) für die oberste regionale Amateurliga angegeben.
| - AC Cambrai DH – JA Armentières DH 2:0 - AS Cannes D2 – Biver Sports DH 3:2 - AS Brest CFA – Stade Laval DH 0:0 n. V., 2:1 - Girondins Bordeaux D1 – SO Châtellerault CFA 1:0 n. V. - US Blanzy-Montceau CFA – FC Grenoble D1 1:0 - EF Bergerac CFA – Gallia Club Lunel DH 2:0 - AS Bagneaux-Nemours DH – US Boulogne D2 1:0 - SCO Angers D1 – AAJ Blois CFA 1:0 - SC Abbeville DH – Stade Compiègne DH 2:0 - Le Havre AC D2 – FC Rouen D1 1:0 - Stade Français Paris D1 – Stade Rennes UC D1 0:0 n. V., 3:1 - AS Aix D2 – SO Montpellier D1 1:0 - RC Paris D1 – EDS Montluçon CFA 3:0 - US Valenciennes D1 – Stade Saint-Germain CFA 2:0 - FC Toulouse D1 – FC Hyères CFA 2:0 - Sporting Toulon D2 – AS Saint-Étienne D2 1:0 | - RC Strasbourg D1 – FC Mulhouse CFA 2:1 - AS Strasbourg CFA – ES Moulins DH 8:0 - FC Sochaux D2 – US Forbach D2 6:1 - UA Sedan-Torcy D1 – US Dunkerque CFA 4:0 - Red Star Paris D2 – FC Nantes D2 6:0 - Stade Reims D1 – RC Calais CFA 4:0 - FC Limoges D2 – Arago Sport Orléans CFA 3:0 - Olympique Nîmes D1 – AC Chaumont CFA 3:1 - OGC Nizza D1 – FC Annecy CFA 5:2 - FC Nancy D1 – Stade Béthune DH 1:0 - AS Monaco D1 – SC Draguignan-Le Muy CFA 3:0 - Olympique Marseille D1 – AS Béziers D2 3:1 - Olympique Lyon D1 – SA Épinal DH 4:0 - Stade Saint-Brieuc DH – AC Dreux DH 3:0 - RC Lens D1 – OSC Lille D2 2:1 - SR Creutzwald DH – RCFC Besançon D2 1:0 |

## Sechzehntelfinale
Spiele am 17. Februar, Wiederholungspartien zwischen 24. Februar und 3. März 1963
| - AC Cambrai DH – US Blanzy-Montceau CFA 2:0 - AS Brest CFA – AS Strasbourg CFA 1:1 n. V., 3:2 - Girondins Bordeaux D1 – AS Cannes D2 2:0 - SCO Angers D1 – AS Bagneaux-Nemours DH 2:1 - RC Paris D1 – AS Aix D2 3:0 - FC Toulouse D1 – EF Bergerac CFA 2:0 - Sporting Toulon D2 – SC Abbeville DH 2:0 - FC Sochaux D2 – RC Lens D1 1:0 | - UA Sedan-Torcy D1 – FC Nancy D1 4:3 n. V. - Red Star Paris D2 – US Valenciennes D1 1:0 - Stade Reims D1 – RC Strasbourg D1 1:0 - FC Limoges D2 – Le Havre AC D2 1:0 n. V. - AS Monaco D1 – Olympique Nîmes D1 2:1 - Olympique Marseille D1 – OGC Nizza D1 2:2 n. V., 0:0 n. V., 3:0 - Olympique Lyon D1 – Stade Français Paris D1 2:1 n. V. - SR Creutzwald DH – Stade Saint-Brieuc DH 3:3 n. V., 2:1 |

## Achtelfinale
Spiele am 10., Wiederholungspartien am 14. März 1963
| - AS Brest CFA – RC Paris D1 1:0 - Girondins Bordeaux D1 – AC Cambrai DH 5:0 - Sporting Toulon D2 – SCO Angers D1 0:0 n. V., 1:0 - UA Sedan-Torcy D1 – FC Toulouse D1 1:0 | - Stade Reims D1 – SR Creutzwald DH 10:0 - FC Limoges D2 – Red Star ParisD2 2:0 - AS Monaco D1 – FC Sochaux D2 1:1 n. V., 5:1 - Olympique Lyon D1 – Olympique Marseille D1 2:1 |

## Viertelfinale
Spiele am 31. März 1963
| - Sporting Toulon D2 – AS Brest CFA 1:0 - Stade Reims D1 – FC Limoges D2 4:3 n. V. | - AS Monaco D1 – Girondins Bordeaux D1 2:0 - Olympique Lyon D1 – UA Sedan-Torcy D1 1:0 |

## Halbfinale
Spiele am 21. April 1963
| - AS Monaco D1 – Stade Reims D1 3:2 | - Olympique Lyon D1 – Sporting Toulon D2 3:1 |

## Finale

### 1. Finale
Spiel am 12. Mai 1963 im Stade Olympique Yves-du-Manoir in Colombes vor 32.932 Zuschauern
- AS Monaco – Olympique Lyon 0:0 n. V.

#### Mannschaftsaufstellungen
Auswechslungen waren damals nicht möglich.
AS Monaco: Jean-Claude Hernandez – Georges Casolari, Marcel Artelesa, Georges Thomas – Michel Hidalgo , Henri Biancheri – Karimou Djibrill, Yvon Douis, Lucien Cossou, Théodore Szkudlapski, Georges Taberner
Trainer: Lucien Leduc
Olympique Lyon: Marcel Aubour – Marcel Nowak, Thadée Polak, Aimé Mignot  – Lucien Degeorges, Marcel Leborgne – Victor Nurenberg, Fleury Di Nallo, Nestor Combin, Kurt Linder, Angel Rambert
Trainer: Lucien Jasseron
Schiedsrichter: Pierre Schwinté (Strasbourg)

#### Tore
Fehlanzeige

### 2. Finale
Spiel am 23. Mai 1963 im Prinzenparkstadion in Paris vor 24.910 Zuschauern
- AS Monaco – Olympique Lyon 2:0 (0:0)

#### Mannschaftsaufstellungen
Auswechslungen waren damals nicht möglich.
AS Monaco: Jean-Claude Hernandez – Georges Casolari, Marcel Artelesa, Georges Thomas – Michel Hidalgo , Henri Biancheri – Karimou Djibrill, Yvon Douis, Lucien Cossou, Théodore Szkudlapski, Albertus „Bart“ Carlier
Trainer: Lucien Leduc
Olympique Lyon: Marcel Aubour – Marcel Nowak, Thadée Polak, Aimé Mignot  – Lucien Degeorges, Marcel Leborgne – Victor Nurenberg, Kurt Linder, Nestor Combin, Guy Hatchi, Angel Rambert
Trainer: Lucien Jasseron
Schiedsrichter: Pierre Schwinté (Strasbourg)

#### Tore
1:0 Cossou (56.)

2:0 Casolari (84.)

### Besondere Vorkommnisse
Nach 1925, 1943 und 1959 war dies das vierte Finale, in dem ein Wiederholungsspiel erforderlich wurde. Nach der ersten Begegnung hatte Monaco sich die Meisterschaft in der Division 1 gesichert. In der zweiten Auflage des Endspiels verpasste Lyon dann die Chance auf mehr, als Polak mit einem Strafstoß an Hernandez scheiterte.
Die geringen Zuschauerzahlen beider Partien hingen mit einer sportlichen und finanziellen Krise zusammen, die den französischen Fußball seit etwa 1960 erfasst hatte und die den Vereinsfußball ebenso wie die Nationalelf betraf. Das letzte Pokalendspiel mit deutlich über 50.000 Zuschauern hatte 1958 stattgefunden, und es sollte bis 1971 dauern, ehe wenigstens die 40.000er-Marke wieder überschritten wurde.